# Bisdom Bonfim
Het bisdom Bonfim (Latijn: Dioecesis Bonfimensis) is een rooms-katholiek bisdom met als zetel Senhor do Bonfim, in Brazilië. Het bisdom is suffragaan aan het aartsbisdom Feira de Santana.

## Geschiedenis
Het bisdom werd opgericht op 6 april 1933, uit delen van het aartsbisdom São Salvador da Bahia, en was suffragaan aan aartsbisdom São Salvador da Bahia. Op 16 januari 2002 veranderde het van kerkprovincie en werd suffragaan aan het nieuw verheven aartsbisdom Feira de Santana.

## Parochies
Het bisdom had in 2020 een oppervlakte van 33.747 km2 en telde 725.450 inwoners waarvan 70,4% rooms-katholiek was.

## Bisschoppen
- Hugo Bressane de Araújo (19 december 1935 - 19 september 1940)
- Henrique Hector Golland Trindade (29 maart 1941  - 15 mei 1948)
- José Alves de Sá Trindade (4 september 1948 - 27 mei 1956)
- Antônio de Mendonça Monteiro (7 maart 1957 - 23 december 1972)
- Jairo Rui Matos da Silva (11 januari 1974 - 26 juli 2006)
- Francisco Canindé Palhano (26 juli 2006 - 3 januari 2018)
- Hernaldo Pinto Farias (17 juli 2019 - heden)

Feira de Santana (aartsbisdom) · Barra · Barreiras · Bonfim · Irecê · Juazeiro · Paulo Afonso · Ruy Barbosa · Serrinha